# スバシ故城
スバシ故城（中国語: 蘇巴什佛寺遺址、英語: Subashi (Buddhist Temple) Ruins）は、中華人民共和国新疆ウイグル自治区アクス地区クチャ市郊外にある仏教遺跡である。中華人民共和国全国重点文物保護単位のひとつ。
『大唐西域記』で言及されているアーシュチャリニ寺（āścariṇi、阿奢理貳大寺、昭怙厘大寺）と考えられていて、それが正しければ亀茲国最大の仏教寺院であった。クチャ川を隔てて東寺区と西寺区に分かれていて、後者が公開されている。2014年に世界遺産に登録された「シルクロード:長安-天山回廊の交易路網」の構成資産である。
第一次大谷探検隊もここを訪れており、発掘された舎利容器（仏舎利を入れる箱）は、東京国立博物館に収蔵されている。

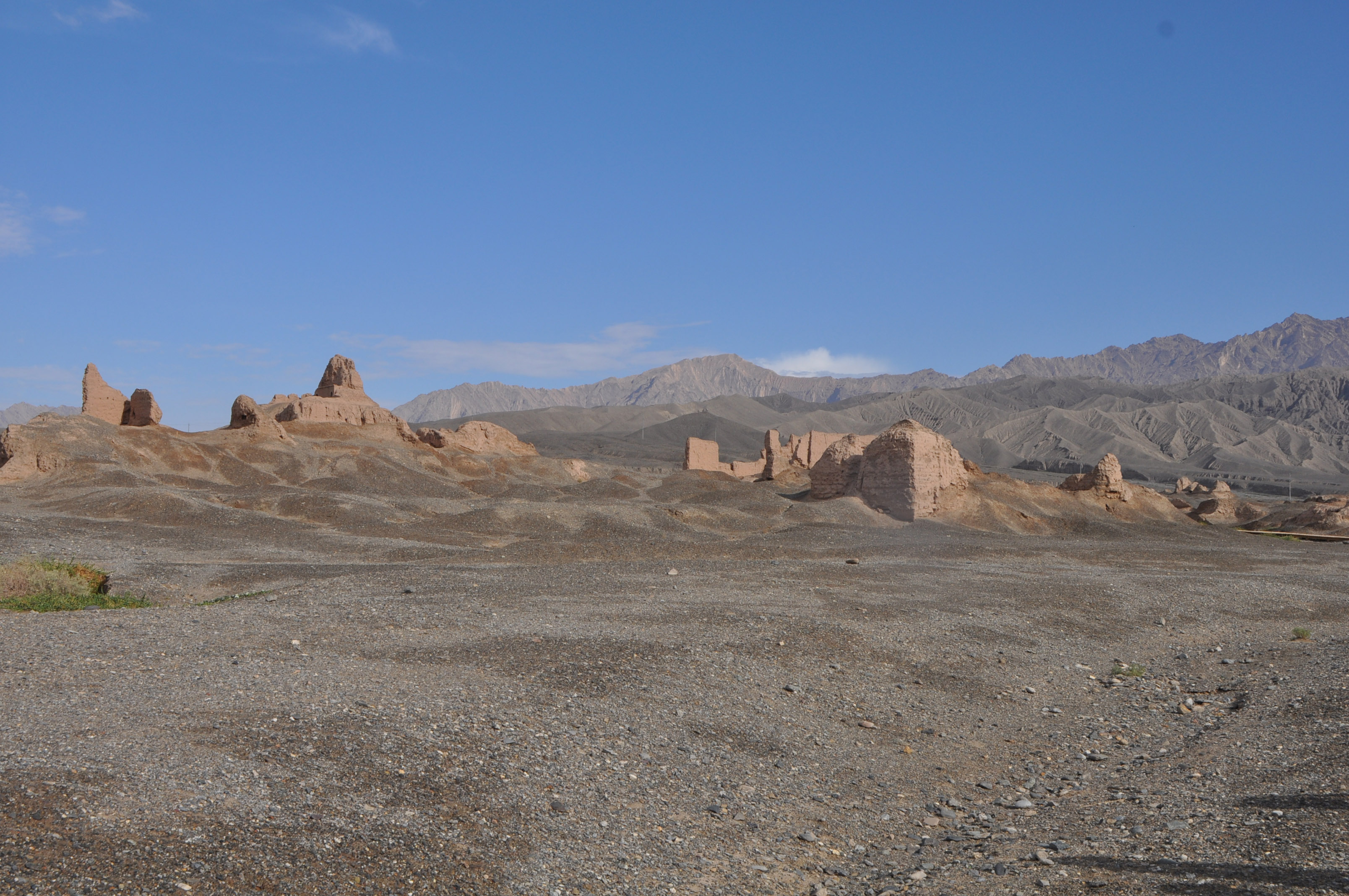
スバシ故城の西寺区（公開中）
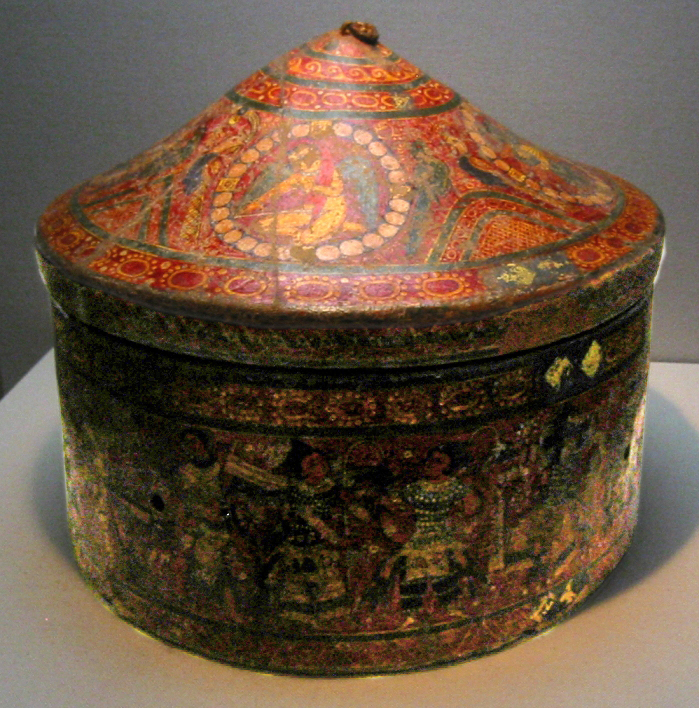
舎利容器（6～7世紀）
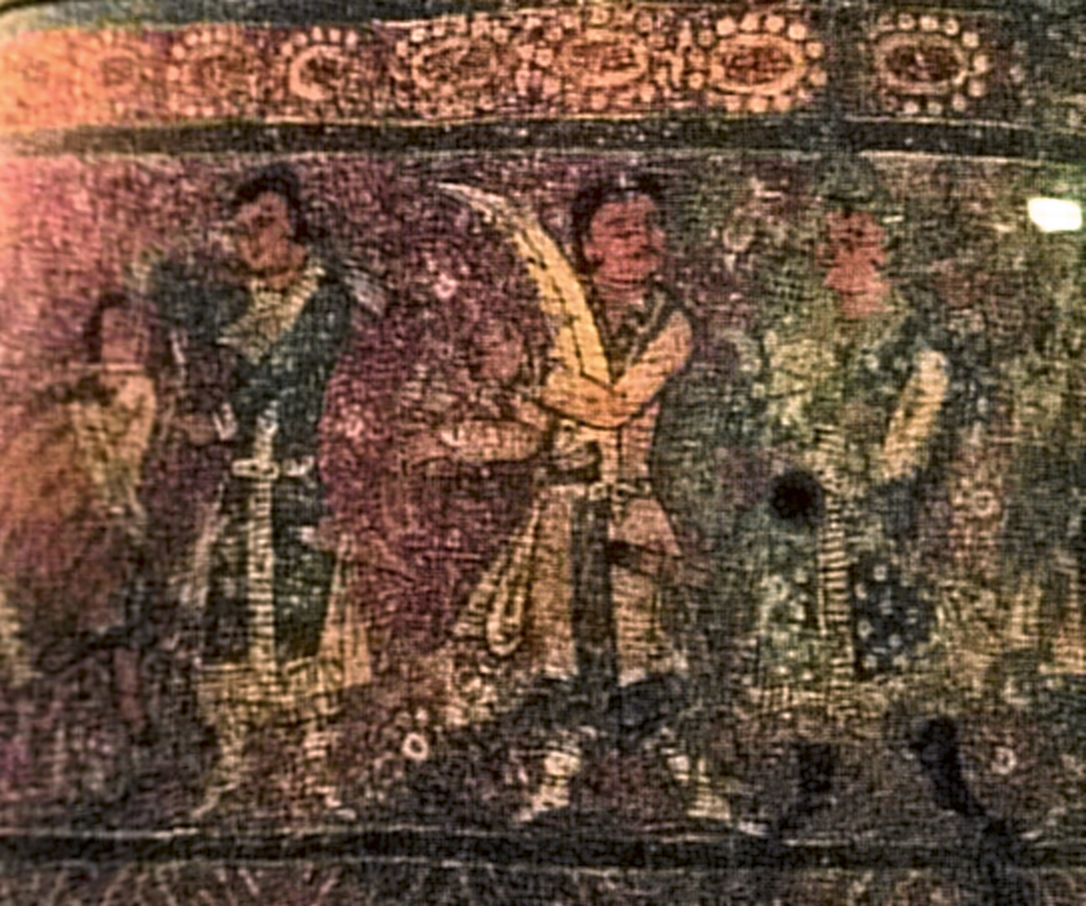
中央アジア系の男、舎利容器